# Jean-Baptiste Chardon
Jean-Baptiste Chardon (Souvigny, 19 luglio 1839 – Vierzon, 26 aprile 1898) è stato un operaio e attivista francese.
Fu una personalità della Comune di Parigi.

## Biografia
Figlio di un fabbro, dal 1862 lavorò come operaio delle ferrovie di Orléans. A motivo delle sue opinioni politiche blanquiste, nel marzo del 1870 fu licenziato, finendo anche in prigione per «istigazione all'odio contro il governo». Durante l'assedio prussiano di Parigi fu capitano del 133º battaglione della Guardia nazionale e partecipò alla manifestazione anti-governativa del 31 ottobre 1870. In novembre s'iscrisse all'Internazionale.
Il 26 marzo 1871, fu eletto al Consiglio della Comune dal XIII arrondissement, divenendo membro della Commissione militare, poi della Commissione sicurezza e infine, alla morte di Duval, fu nominato capo della Prefettura. Dopo la Settimana di sangue fuggì in Svizzera, e la corte marziale di Versailles lo condannò a morte in contumacia.
A Ginevra s'impiegò in una società di costruzioni meccaniche che lo mandò a lavorare in Egitto, a Cuba e ad Haiti, dove si stabilì per diversi anni esercitando il mestiere di restauratore. Rientrò in Francia nel 1898, poco prima della morte.